# Jane's AH-64D Longbow
AH-64D Longbow é um simulador de voo do helicóptero AH-64 Apache lançado em 31 de maio de 1996 pela Origin Systems, Inc. por Andy Hollis e Will McBurnett.
O jogo AH-64D Longbow foi o segundo simulador lançado pela Jane's Combat Simulators, filial da Electronic Arts.